# Норт Роуз (Њујорк)
Норт Роуз (енгл. North Rose) насељено је место без административног статуса у америчкој савезној држави Њујорк.

## Демографија
По попису из 2010. године број становника је 636.
| Група             | 2000.    | 2010.       |
| Белци             | 0 (0,0%) | 582 (91,5%) |
| Афроамериканци    | 0 (0,0%) | 5 (0,8%)    |
| Азијати           | 0 (0,0%) | 1 (0,2%)    |
| Хиспаноамериканци | 0 (0,0%) | 27 (4,2%)   |
| Укупно            | 0        | 636         |